# 1991년 세계 육상 선수권 대회
제3회 세계 육상 선수권 대회는 국제 육상 경기 연맹(IAAF) 주관으로 1991년 8월 23일부터 9월 1일까지 일본 도쿄에서 열린 국제 육상 대회이다. 162개국에서 선수 1491명이 참가했다.
이 대회의 최고 명승부는 남자 멀리뛰기 경기에서 나왔다. 미국의 마이크 파월은 칼 루이스와 마지막 여섯번째 시기까지 승부를 예측할 수 없는 접전을 벌인 끝에 세계 신기록을 세우며 우승을 차지했다. 그가 세운 기록 8m 95는 밥 비먼이 1968년 하계 올림픽 때 세운 기록(8m 90)을 무려 23년 만에 경신한 것이다.
한편 남자 100m 달리기에서는 10초 이내를 기록한 선수가 여섯 명이 나왔다. 칼 루이스가 9초 86의 세계 신기록을 작성하며 이 종목에서 3연속 우승을 차지했고, 유럽 기록과 아프리카 기록도 갱신되었다. 남자 400m 이어달리기에서도 미국이 37초 50으로 세계 신기록을 세우며 우승했다.

## 결과

### 남자
트랙 경기
| 종목                                                       | 금                                                     | 금         | 은                                                                     | 은       | 동                                                               | 동       |
| ---------------------------------------------------------- | ------------------------------------------------------ | ---------- | ---------------------------------------------------------------------- | -------- | ---------------------------------------------------------------- | -------- |
| 100m 자세히                                                | 칼 루이스 미국                                         | 9.86       | 리로이 버렐 미국                                                       | 9.88     | 데니스 미첼 미국                                                 | 9.91     |
| 200m 자세히                                                | 마이클 존슨 미국                                       | 20.01      | 프랭키 프레더릭스 나미비아                                             | 20.34    | 애틀리 맥마혼 캐나다                                             | 20.49    |
| 400m 자세히                                                | 안토니오 페티그루 미국                                 | 44.57      | 로저 블랙 영국                                                         | 44.62    | 대니 에버렛 미국                                                 | 44.63    |
| 800m 자세히                                                | 빌리 콘첼라 케냐                                       | 1:43.99    | 조제 루이즈 바르보사 브라질                                            | 1:44.24  | 마크 에버렛 미국                                                 | 1:44.67  |
| 1500m 자세히                                               | 누레딘 모르셀리 알제리                                 | 3:32.84    | 윌프레드 키로치 케냐                                                   | 3:34.84  | 하우케 풀브뤼게 독일                                             | 3:35.28  |
| 5000m 자세히                                               | 요브스 온디에키 케냐                                   | 13:14.74   | 피타 바이사 에티오피아                                                 | 13:16.64 | 브라힘 부타예브 모로코                                           | 13:22.70 |
| 10,000m 자세히                                             | 모지스 타누이 케냐                                     | 27:38.74   | 리처드 첼리모 케냐                                                     | 27:39.41 | 할리드 스카 모로코                                               | 27:41.74 |
| 마라톤 자세히                                              | 다니구치 히로미 일본                                   | 2:14:57    | 후세인 아메드 살라 지부티                                              | 2:15:26  | 스티브 스펜스 미국                                               | 2:15:36  |
| 110m 허들 자세히                                           | 그렉 포스터 미국                                       | 13.06      | 잭 피어스 미국                                                         | 13.06    | 토니 재릿 영국                                                   | 13.25    |
| 400m 허들 자세히                                           | 새뮤얼 마테테 잠비아                                   | 47.64      | 윈드롭 그레이엄 자메이카                                               | 47.74    | 크리스 아카부시 영국                                             | 47.86    |
| 3000m 장애물경주 자세히                                    | 모지스 킵타누이 케냐                                   | 8:12.59    | 패트릭 상 케냐                                                         | 8:13.44  | 아제딘 브라미 알제리                                             | 8:15.54  |
| 20km 경보 자세히                                           | 마우리치오 다밀라노 오스트레일리아                     | 1:19:37    | 미하일 슈첸니코프 소련                                                 | 1:19:46  | 예프게니 미슐리야 소련                                           | 1:20:22  |
| 50km 경보 자세히                                           | 알렉산드르 포타쇼프 소련                               | 3:53:09    | 안드레이 페를로프 소련                                                 | 3:53:09  | 하르트비히 가우더 독일                                           | 3:55:14  |
| 400m 이어달리기 자세히                                     | 미국 안드레 케이슨 리로이 버렐 데니스 미첼 칼 루이스   | 37.50      | 프랑스 막스 모리니에르 다니엘 상구마 장-샤를 트루아발 브루노 마리-로즈 | 37.87    | 영국 토니 재릿 존 레지스 대런 브래스웨이트 린포드 크리스티       | 38.09    |
| 1600m 이어달리기 자세히                                    | 영국 로저 블랙 데릭 레드먼드 존 레지스 크리스 아카부시 | 2:57:53 AR | 미국 앤드루 벌몬 퀸시 와츠 대니 에버렛 안토니오 페티그루               | 2:57:57  | 자메이카 패트릭 오코너 데번 모리스 윈드롭 그레이엄 시무어 페이건 | 3:00:10  |
| 세계 신기록 \| 대회 신기록 \| 국가 신기록 \| 개인 최고기록 |                                                        |            |                                                                        |          |                                                                  |          |

필드 경기
| 종목                                        | 금                   | 금    | 은                            | 은    | 동                         | 동    |
| ------------------------------------------- | -------------------- | ----- | ----------------------------- | ----- | -------------------------- | ----- |
| 멀리뛰기 자세히                             | 마이크 파월 미국     | 8.95  | 칼 루이스 미국                | 8.91  | 래리 미릭스 미국           | 8.42  |
| 세단뛰기 자세히                             | 케니 해리슨 미국     | 17.78 | 레오니트 볼로신 소련          | 17.75 | 마이크 콘리 미국           | 17.62 |
| 높이뛰기 자세히                             | 찰스 오스틴 미국     | 2.38  | 하비에르 소토마요르 쿠바      | 2.36  | 홀리스 콘웨이 미국         | 2.36  |
| 장대높이뛰기 자세히                         | 세르히 부브카 소련   | 5.95  | 바귤라 이스트반 헝가리        | 5.90  | 막심 타라소프 소련         | 5.85  |
| 포환던지기 자세히                           | 베르너 귄퇴르 스위스 | 21.67 | 라르스 아르비드 닐센 노르웨이 | 20.75 | 알렉산드르 클리멘코 소련   | 20.34 |
| 원반던지기 자세히                           | 라르스 리델 독일     | 66.20 | 에리크 데 브루인 네덜란드     | 65.82 | 호르바트 아틸라 헝가리     | 65.32 |
| 해머던지기 자세히                           | 유리 세디흐 소련     | 81.70 | 이고르 아스타프코비치 소련    | 80.94 | 하인츠 바이스 독일         | 80.44 |
| 창던지기 자세히                             | 킴모 킨누넨 핀란드   | 90.82 | 세포 레티 핀란드              | 88.12 | 블라디미르 사시모비치 소련 | 87.08 |
| 10종경기 자세히                             | 댄 오브라이언 미국   | 8812  | 마이크 스미스 캐나다          | 8549  | 크리스티안 솅크 독일       | 8394  |
| 세계 신기록 \| 대회 신기록 \| 개인 최고기록 |                      |       |                               |       |                            |       |

### 여자
트랙 경기
| 종목                       | 금                                                                       | 금       | 은                                                                         | 은       | 동                                                               | 동         |
| -------------------------- | ------------------------------------------------------------------------ | -------- | -------------------------------------------------------------------------- | -------- | ---------------------------------------------------------------- | ---------- |
| 100m 자세히                | 카트린 크라베 독일                                                       | 10.99    | 그웬 토렌스 미국                                                           | 11.03    | 멀린 오테이 자메이카                                             | 11.06      |
| 200m 자세히                | 카트린 크라베 독일                                                       | 22.09    | 그웬 토렌스 미국                                                           | 22.16    | 멀린 오테이 자메이카                                             | 22.21      |
| 400m 자세히                | 마리조세 페레크 프랑스                                                   | 49.13    | 그리트 브로이어 독일                                                       | 49.42    | 산드라 미예르스 스페인                                           | 49.78      |
| 800m 자세히                | 릴리아 누루트디노바 소련                                                 | 1:57.50  | 아나 피델리아 퀴로트 쿠바                                                  | 1:57.55  | 엘라 코바츠 루마니아                                             | 1:57.58    |
| 1500m 자세히               | 하시바 불메르카 알제리                                                   | 4:02.21  | 타티야나 도로프스키흐 소련                                                 | 4:02.58  | 류드밀라 로가초바 소련                                           | 4:02.72    |
| 3000m 자세히               | 타티야나 도로프스키흐 소련                                               | 8:35.82  | 옐레나 로바노바 소련                                                       | 8:36.06  | 수전 시르마 케냐                                                 | 8:39.41 AR |
| 10,000m 자세히             | 리즈 맥콜건 영국                                                         | 31:14.31 | 중환디 중화인민공화국                                                      | 31:35.08 | 왕슈팅 중화인민공화국                                            | 31:35.99   |
| 마라톤 자세히              | 반다 판필 폴란드                                                         | 2:29:53  | 야마시타 사치코 일본                                                       | 2:29:57  | 카트린 되레 독일                                                 | 2:30:10    |
| 100m 허들 자세히           | 류드밀라 나로질렌코 소련                                                 | 12.59    | 게일 디버스 미국                                                           | 12.63    | 나탈리야 그리고리예바 소련                                       | 12.69      |
| 400m 허들 자세히           | 타티야나 레돕스카야 소련                                                 | 53.11    | 샐리 거넬 영국                                                             | 53.16    | 재닌 비커스 미국                                                 | 53.47      |
| 10km 경보 자세히           | 알리나 이바노바 소련                                                     | 42:57    | 마델레인 스벤손 스웨덴                                                     | 43:13    | 사리 에사야 핀란드                                               | 43:13      |
| 400m 이어달리기 자세히     | 자메이카 달리아 듀허니 줄리엣 커스버트 비벌리 맥도널드 멀린 오테이       | 41.94    | 소련 나탈리야 코프툰 갈리나 말추기나 옐레나 비노그라도바 이리나 프리발로바 | 42.20    | 독일 그리트 브로이어 카트린 크라베 자비네 리히터 하이케 드렉슬러 | 41.94      |
| 1600m 이어달리기 자세히    | 소련 타티야나 레돕스카야 류드밀라 지갈로바 올가 나자로바 올가 브리즈기나 | 3:18:43  | 미국 로셀 스티븐스 다이앤 딕슨 지얼 마일즈 릴리 레더우드                   | 3:20:15  | 독일 우타 롤렌더 카트린 크라베 크리스티네 바흐텔 그리트 브로이어 | 3:21:25    |
| 대회 신기록 \| 국가 신기록 |                                                                          |          |                                                                            |          |                                                                  |            |

필드 경기
| 종목              | 금                           | 금    | 은                         | 은    | 동                         | 동    |
| ----------------- | ---------------------------- | ----- | -------------------------- | ----- | -------------------------- | ----- |
| 멀리뛰기 자세히   | 재키 조이너 - 커시 미국      | 7.32  | 하이케 드렉슬러 독일       | 7.29  | 라리사 베레즈나야 소련     | 7.11  |
| 높이뛰기 자세히   | 하이케 헨켈 독일             | 2.05  | 옐레나 옐레시나 소련       | 1.98  | 인하 바바코바 소련         | 1.96  |
| 포환던지기 자세히 | 황지훙 중화인민공화국        | 20.83 | 나탈리야 리솝스카야 소련   | 20.29 | 스베틀라나 크리벨료바 소련 | 20.16 |
| 원반던지기 자세히 | 츠베탄카 흐리스토바 불가리아 | 71.02 | 일케 빌루다 독일           | 69.12 | 라리사 미할첸코 소련       | 68.26 |
| 창던지기 자세히   | 쉬데메이 중화인민공화국      | 68.78 | 페트라 마이어 독일         | 68.68 | 질케 렝크 독일             | 66.80 |
| 7종경기 자세히    | 자비네 브라운 독일           | 6672  | 릴리아나 나스타세 루마니아 | 6493  | 이리나 벨로바 소련         | 6635  |

## 메달 집계
| 순위 | 나라           | 금 | 은 | 동 | 합계 |
| 1    | 미국           | 10 | 8  | 8  | 26   |
| 2    | 소련           | 9  | 9  | 11 | 29   |
| 3    | 독일           | 5  | 4  | 8  | 17   |
| 4    | 케냐           | 4  | 3  | 1  | 8    |
| 5    | 영국           | 2  | 2  | 3  | 7    |
| 6    | 중화인민공화국 | 2  | 1  | 1  | 4    |
| 7    | 알제리         | 2  | 0  | 1  | 3    |
| 8    | 자메이카       | 1  | 1  | 3  | 5    |
| 9    | 핀란드         | 1  | 1  | 1  | 3    |
| 10=  | 프랑스         | 1  | 1  | 0  | 2    |
| 10=  | 일본           | 1  | 1  | 0  | 2    |
| 12=  | 불가리아       | 1  | 0  | 0  | 1    |
| 12=  | 이탈리아       | 1  | 0  | 0  | 1    |
| 12=  | 폴란드         | 1  | 0  | 0  | 1    |
| 12=  | 스위스         | 1  | 0  | 0  | 1    |
| 12=  | 잠비아         | 1  | 0  | 0  | 1    |
| 17   | 쿠바           | 0  | 2  | 0  | 2    |
| 18=  | 캐나다         | 0  | 1  | 1  | 2    |
| 18=  | 헝가리         | 0  | 1  | 1  | 2    |
| 18=  | 루마니아       | 0  | 1  | 1  | 2    |
| 21=  | 브라질         | 0  | 1  | 0  | 1    |
| 21=  | 지부티         | 0  | 1  | 0  | 1    |
| 21=  | 에티오피아     | 0  | 1  | 0  | 1    |
| 21=  | 나미비아       | 0  | 1  | 0  | 1    |
| 21=  | 네덜란드       | 0  | 1  | 0  | 1    |
| 21=  | 노르웨이       | 0  | 1  | 0  | 1    |
| 21=  | 스웨덴         | 0  | 1  | 0  | 1    |
| 28   | 모로코         | 0  | 0  | 2  | 2    |
| 29   | 스페인         | 0  | 0  | 1  | 1    |